# Coteaux-du-Blanzacais
Coteaux-du-Blanzacais ist eine französische Gemeinde mit 1.000 Einwohnern (Stand 1. Januar 2022) im Département Charente in der Region Nouvelle-Aquitaine. Sie gehört zum Arrondissement Cognac und zum Kanton Charente-Sud.
Sie entstand als Commune nouvelle mit Wirkung vom 1. Januar 2019 durch die Zusammenlegung der früheren Commune nouvelle Côteaux du Blanzacais und der Gemeinde Saint-Léger. Alle ehemaligen Gemeinden (auch die der früheren Commune nouvelle) haben in der neuen Gemeinde den Status einer Commune déléguée. Der Verwaltungssitz befindet sich im Ort Blanzac-Porcheresse.

## Gliederung
| Ortsteil                              | ehemaliger INSEE-Code | Fläche (km²) | Einwohnerzahl zum 1. Januar 2018 |
| ------------------------------------- | --------------------- | ------------ | -------------------------------- |
| Blanzac-Porcheresse (Verwaltungssitz) | 16046                 | 10,84        | 733                              |
| Cressac-Saint-Genis                   | 16115                 | 08,78        | 157                              |
| Saint-Léger                           | 16332                 | 04,21        | 128                              |

## Lage
Nachbargemeinden sind Val des Vignes im Nordwesten, Champagne-Vigny im Norden, Bécheresse im Nordosten, Pérignac im Osten, Nonac im Südosten, Deviat im Süden, Bessac im Südwesten und Saint-Aulais-la-Chapelle im Westen.